# Asunción Sánchez Zaplana
Asunción Sánchez Zaplana (Alacant, 11 de novembre de 1965) és una política valenciana, del Partit Popular de la Comunitat Valenciana. Fou consellera de Benestar Social de la Generalitat Valenciana entre 2012 i 2015 al govern d'Alberto Fabra. Actualment és la portaveu del PP a l'Ajuntament d'Alacant i senadora al Senat espanyol per la circumscripció d'Alacant.
Llicenciada en Ciències Químiques, Sánchez Zaplana ha format part dels governs municipals de l'Ajuntament d'Alacant des de 1999. Eixe any va ser nomenada regidora d'Acció Social i Medi Ambient. És reelegida el 2003, 2007 i 2011, tot sumant a eixes competències la Tinença d'Alcaldia.
El 10 de desembre de 2012 és nomenada com a consellera de Benestar Social de la Generalitat Valenciana, dins de les reformes del Consell dutes a terme pel President Alberto Fabra. Substitueix Jorge Cabré Rico. Fou candidata a l'alcaldia d'Alacant per a les eleccions de 2015 siguent la més votada amb 38.490 vots, tot i que no foren suficients per obtindre la majoria suficient per governar. El PP va perdre 10 regidors respecte a les anteriors eleccions de 2011, pel que Sánchez Zaplana esdevingué com a cap de l'oposició al govern de coalició entre el PSPV, Acord Ciutadà, Compromís i Ciutadans liderat pel socialista Gabriel Echávarri.
Asunción Sánchez Zaplana fou triada senadora al Senat espanyol a les eleccions generals de 2015 i 2016.